# مارتن بشير
مارتن بشير (بالإنجليزية: Martin Bashir)‏ صحفي وإعلامي بريطاني من أصل باكستاني. اكتسب شهرته التلفزيونية من خلال مقابلته مع الأميرة ديانا على قناة BBC عام 1995، ومن ثم توثيقه المثير للجدل مع مغني البوب مايكل جاكسون على قناة ITV، بالإضافة إلى انه كان معلقًا سياسيًا لـ قناة MSNBC ومذيعاً في برنامج Nightline التابع لقناة ABC.
استقال بشير من وظيفته في MSNBC في 4 ديسمبر 2013 بعد أن أدلى بتصريحات «سيئة» حول حاكمة ألاسكا السابقة ونائبة المرشح الرئاسي سارة بالين.
في أيار\مايو 2021 استقال بشير من منصبه في هيئة الإذاعة البريطانية كمراسل ديني قبل أيام من صدور نتائج تحقيق حول اتهامه باستخدام مستندات مزورة للحصول على موافقة الأميرة ديانا لإجراء المقابلة المشهورة معه عام 1995 والتي أخرجت للعلن تفاصيل خلاف ديانا مع الأمير تشارلز وانهيار زواجهما. خرج تقرير التحقيق الذي اجرته قناة الـ BBC عن الموضوع باستنتاج أن بشير قام باستخدام طرق مخادعة في استدراج الأميرة ديانا لإجراء المقابلة معه. في تصريح متلفز عقب إصدار تقرير التحقيق قال ابن الأميرة ديانا، الأمير ويليام أن المقابلة المذكورة والمعلومات الكاذبة التي استخدمها بشير في تحصيل هذه المقابلة كان لها دورا أساسيا في تغذية مشاعر الخوف والارتياب الشديدة التي عانتها ديانا قبل وفاتها.

## حياته الخاصة
تحول بشير عن الإسلام واعتنق المسيحية في اواخر العقد الثاني من عمره بعد ذهابه إلى كنيسة في جنوب لندن. يعرف نفسه كمسيحي ملتزم بعد ان كان مهتما بالمسيحية من طفولته وأنه كان يزور أحيانا الكنيسة المشيخية في نيويورك. لدى بشير مع زوجته ثلاثة أطفال.

## روابط خارجية
- مارتن بشير على موقع IMDb (الإنجليزية)
- مارتن بشير على موقع ميوزك برينز (الإنجليزية)
- مارتن بشير على موقع إن إن دي بي (الإنجليزية)
- مارتن بشير على موقع قاعدة بيانات الفيلم (الإنجليزية)